# کتابخانه ملی فیلیپین
کتابخانه ملی فیلیپین (فیلیپینی: Pambansang Aklatan ng Pilipinas یا Aklatang Pambansa ng Pilipinas، به اختصار NLP , اسپانیایی: Biblioteca Nacional de Filipinas‎) کتابخانه ملی رسمی فیلیپین است. این مجموعه در ارمیتا در بخشی از ریزال پارک، در مجاورت ساختمان‌های مهم فرهنگی مانند موزه تاریخ سیاسی فیلیپین و کمیسیون ملی تاریخی واقع شده است. این کتابخانه، تحت مسولیت کمیسیون ملی فرهنگ و هنر (NCCA) است.
این کتابخانه به دلیل اینکه محل نسخه‌های اصلی آثار تعیین‌کننده خوزه ریزال است، قابل توجه است.

## تاریخچه

### پیشینه (۱۸۸۷–۱۹۰۰)
تاریخچه کتابخانه ملی فیلیپین می‌تواند به تأسیس موزه-کتابخانه فیلیپین (موزه-کتابخانه فیلیپین) که به دستور سلطنتی دولت اسپانیا در ۱۲ اوت ۱۸۸۷ تأسیس شد، برمی‌گردد. در ۲۴ اکتبر ۱۸۹۱ در محل ضرابخانه مانیل (به عنوان Casa de la Moneda)، با حدود ۱۰۰ جلد و توسط جولیان رومرو و بنیتو پردیگرو به ترتیب به عنوان مدیر و بایگانی-کتابدار افتتاح شد.
رومرو در سال ۱۸۹۳ استعفا داد و توماس تورس جایگزین او شد و به نوبه خود توسط Don Pedro A. Paterno در ۳۱ مارس ۱۸۹۴ جایگزین شد. در آن زمان، کتابخانه به مکانی در کیاپو در نزدیکی محل فعلی مسجد الذهب منتقل شده بود. بعدها، پاترنو اولین شماره بولتن موزه-کتابخانه فیلیپین را در ۱۵ ژانویه ۱۸۹۵ منتشر کرد.

### تأسیس (۱۹۰۰–۱۹۴۱)

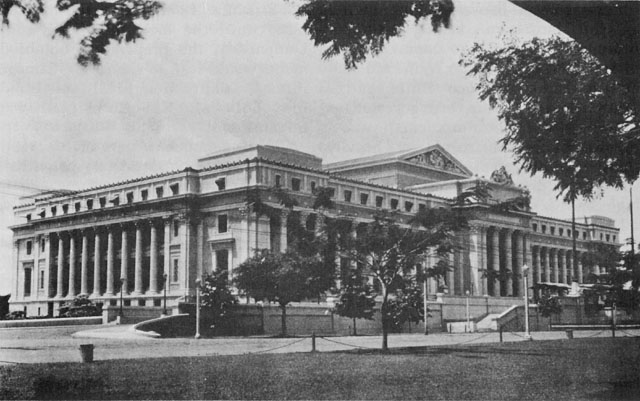
ساختمان قانونگذاری در خیابان پادر بورگوس در ارمیتا، که اکنون موزه ملی هنرهای زیبا را در خود جای داده است، از سال ۱۹۲۸ تا ۱۹۴۴ به عنوان خانه کتابخانه ملی عمل می‌کرد.

با پایان یافتن جنگ فیلیپین و آمریکا و بازگشت صلح به فیلیپین، آمریکایی‌هایی که برای اقامت در این جزایر آمده بودند نیاز به ایجاد یک منبع تفریحی سالم را دیدند. چارلز گرین لیف و چند زن آمریکایی دیگر کتابخانه گردشی آمریکا (ACL) را که به یاد سربازان آمریکایی کشته‌شده در جنگ فیلیپین و آمریکا اختصاص داده شده بود، سازماندهی کردند. ACL در ۹ مارس ۱۹۰۰ با ۱۰۰۰ جلد اهدایی توسط انجمن صلیب سرخ کالیفرنیا و سایر سازمان‌های آمریکایی افتتاح شد. تا سال ۱۹۰۱، مجموعه ACL به ۱۰۰۰۰ جلد افزایش یافت که بیشتر شامل آثار داستانی، نشریات و روزنامه‌های آمریکایی بود. از آنجا که گسترش سریع کتابخانه فشاری بر منابع انجمن کتابخانه‌های گردشی آمریکا در مانیل بود، تصمیم گرفته شد که کل مجموعه کتابخانه به دولت فیلیپین اهدا شود.

### جنگ جهانی دوم (۱۹۴۱–۱۹۴۶)
شروع جنگ جهانی دوم و متعاقب آن حمله ژاپنی‌ها به فیلیپین تأثیر قابل توجهی بر کتابخانه ملی نداشت، به طوری که این مؤسسه همچنان باز بود و دولت در آن زمان تغییرات مهمی در کتابخانه ایجاد کرد، مانند لغو کتابخانه ملی. بخش تحقیق و کتاب‌شناسی و متعاقب آن تعلیق کار روی کتاب‌شناسی ملی در سال ۱۹۴۱. با این حال، در اواخر سال ۱۹۴۴، با اتحاد قریب‌الوقوع نیروهای آمریکایی و فیلیپینی برای بازپس‌گیری فیلیپین، نیروهای ژاپنی مستقر در مانیل شروع به ایجاد استحکامات در ساختمان‌های بزرگ، از جمله ساختمان قانونگذاری کردند. علیرغم اشغال ساختمان قانونگذاری، افسر فرمانده ژاپنی به مسئولان کتابخانه اجازه داد تا ظرف دو هفته پس از اشغال، محل را تخلیه کنند و کتابخانه متعاقباً به ساختمان مدرسه عادی فیلیپین (دانشگاه عادی فیلیپین کنونی) منتقل گردید. با این حال، دو هفته بعد، نیروهای ژاپنی نیز برای اشغال آن ساختمان حرکت کردند و همان افسر فرمانده تنها تا بعد از ظهر به مسئولان کتابخانه فرصت داد تا محل را تخلیه کنند. تمام مجموعه‌های کتابخانه ملی به یک طاق ۱٫۵ متر مکعبی در زیر تالار شهر مانیل، نزدیک‌ترین ساختمان در آن زمان منتقل شدند.

### بازسازی (۱۹۴۶–۱۹۶۴)
در سال ۱۹۴۷، یک سال پس از استقلال فیلیپین از ایالات متحده، رئیس‌جمهور مانوئل روخاس فرمان اجرایی شماره ۹۴ را امضا کرد که کتابخانه ملی را به دفتری زیر نظر دفتر رئیس‌جمهور به نام دفتر کتابخانه‌های عمومی تبدیل کرد. بنا بر گزارش‌ها، تغییر نام به دلیل احساس شرم ملی در نتیجه جنگ جهانی دوم انجام شد. اگرچه دفتر اصلی کتابخانه در ساختمان تازه بازسازی شده قانونگذاری پیشنهاد شد، کنگره تازه تشکیل‌شده فیلیپین آن را مجبور کرد به ساختمان قدیمی قانون‌گذاری در گوشه خیابان‌های لپانتو (اکنون لویولا) و P. Paredes در سامپالوک منتقل شود.

### تاریخ معاصر (۱۹۶۴–)

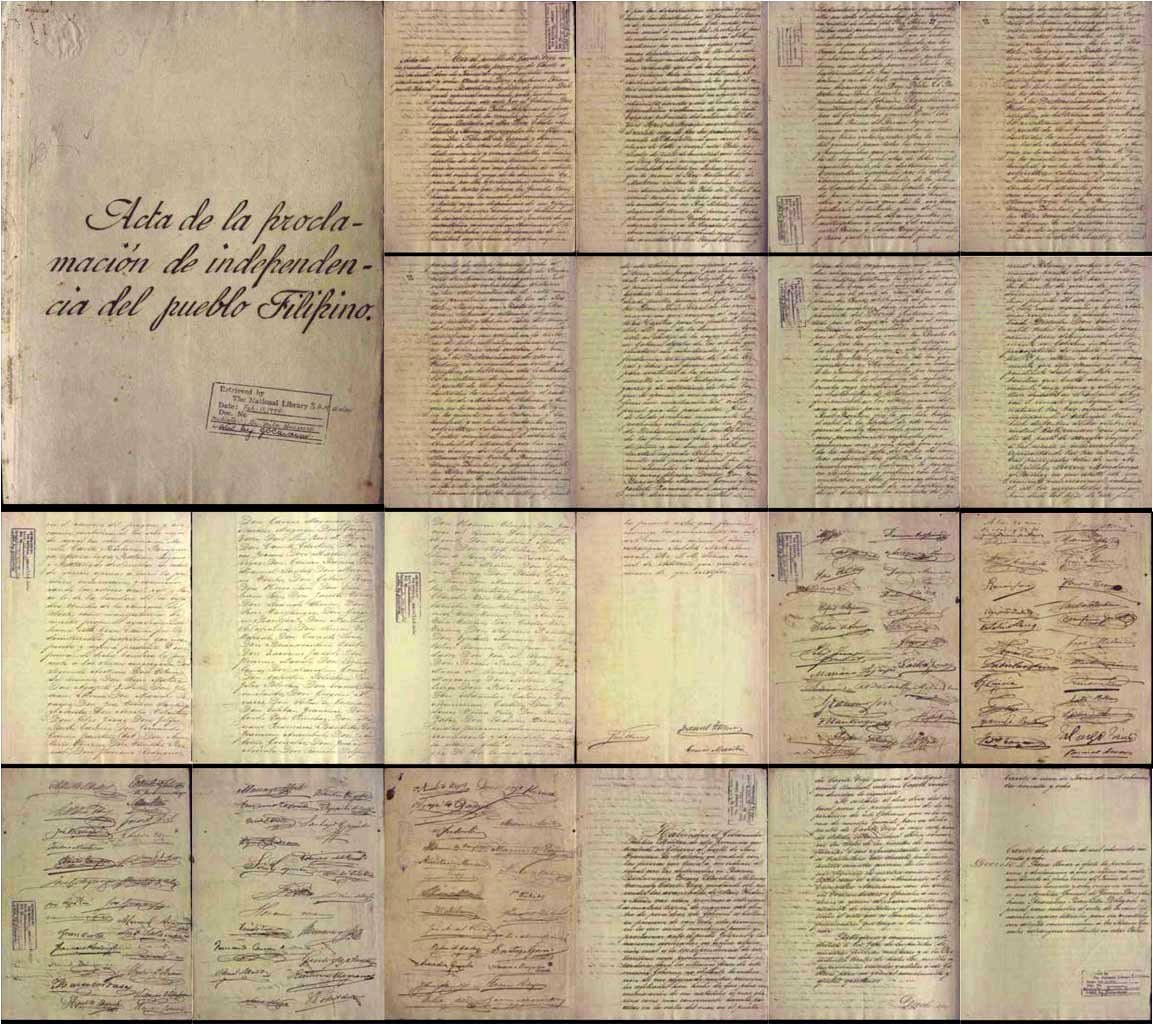
اعلامیه استقلال فیلیپین در میان هزاران موردی بود که از مجموعه‌های کتابخانه ملی به سرقت رفت.

اگرچه بلافاصله پس از جابجایی کتابخانه ملی هیچ تغییر عمده ای در آن رخ نداد، اما دو رویداد مهم در دهه ۱۹۷۰ به وقوع پیوست: نخست، صدور فرمان شماره ۸۱۲ ریاست جمهوری در ۲۷ مهر ۱۳۵۴ که به کتابخانه ملی اجازه داد تا از حق قانونی استفاده کند. سپرده گذاری و سپس، از سرگیری کار روی کتابشناسی ملی فیلیپین (PNB) که از سال ۱۹۴۱ به حالت تعلیق درآمده بود. برای این منظور، کتابخانه اولین رایانه اصلی خود را به دست آورد و همچنین کارکنان کتابخانه را در استفاده از آن با کمک یونسکو و مرکز فناوری و منابع معیشتی آموزش داد. اولین ویرایش PNB در سال ۱۹۷۷ با استفاده از استانداردهای ساده شده مارک منتشر شد و متعاقباً از آن زمان به روز شد. کتابخانه متعاقباً در دهه ۱۹۸۰ سه میکروکامپیوتر خریداری کرد و از طریق کمک مالی ژاپنی، سه رایانه IBM PS/2 و تجهیزات میکروفیلم و رپروگرافی را خریداری کرد. کتابخانه بخش نابینایان در سال ۱۹۸۸ سازماندهی شد و متعاقباً در سال ۱۹۹۴ راه اندازی شد.

## ساختمان

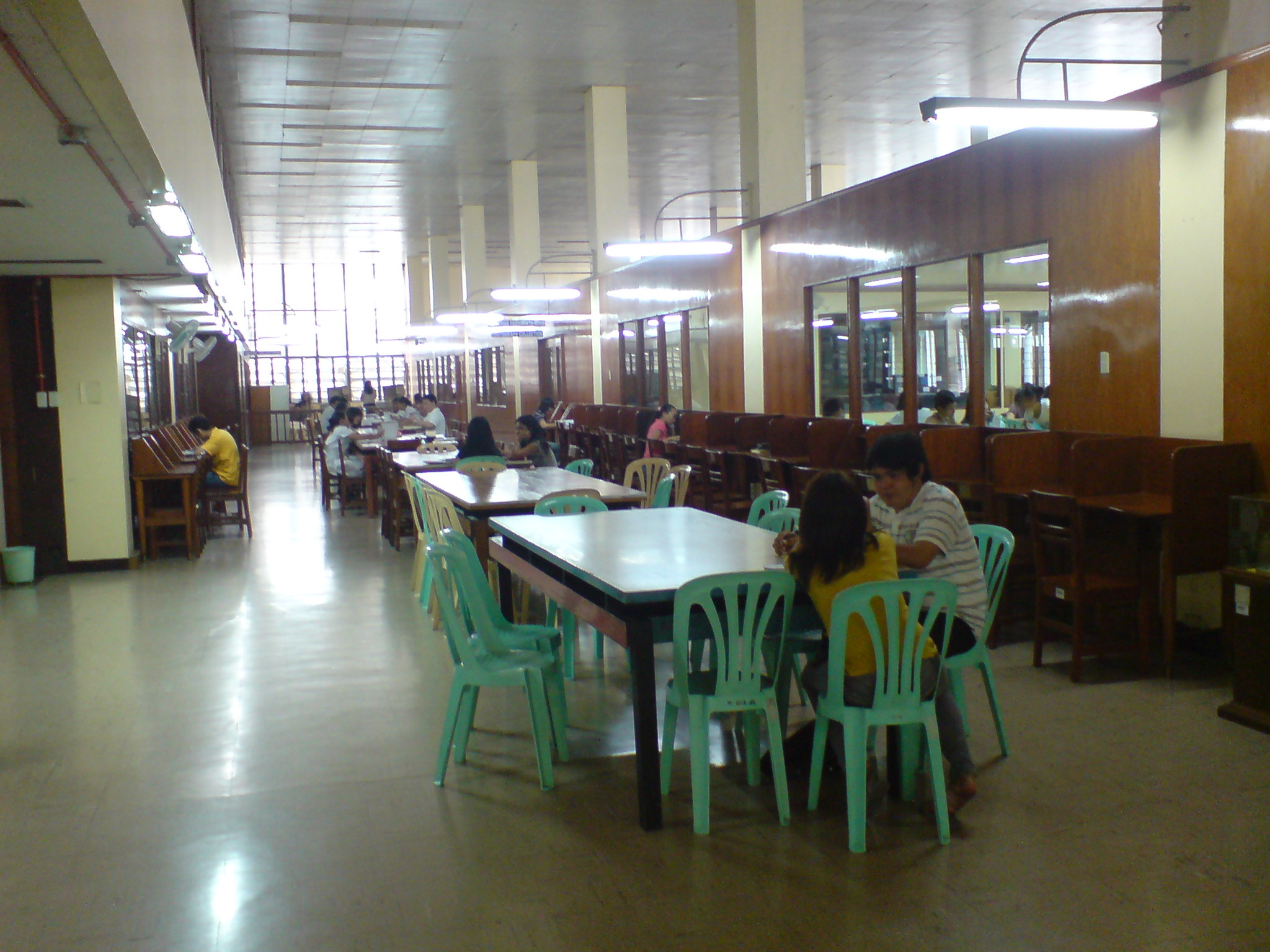
اتاق مطالعه کتابخانه ملی.

در سال ۱۹۵۴، رئیس‌جمهور رامون مگسیسی، فرمان اجرایی برای تشکیل کمیسیون ملی صدمین سالگرد خوزه ریزال صادر کرد که وظیفه «برپایی بنای تاریخی بزرگ به افتخار خوزه ریزال در پایتخت فیلیپین» را بر عهده داشت. کمیسیون سپس تصمیم گرفت یک مجموعه فرهنگی در پارک ریزال با ساختمان جدیدی که کتابخانه ملی را در خود جای دهد به عنوان مرکز آن، بنای یادبودی برای ریزال به عنوان حامی آموزش، احداث کند. برای تأمین مالی ساخت ساختمان جدید کتابخانه ملی، کمیسیون یک کمپین جمع‌آوری کمک‌های مردمی در سراسر کشور انجام داد، اهداکنندگان عمدتاً دانش آموزان مدرسه بودند که تشویق شدند ده سنت به این تلاش اهدا کنند و کارمندان کتابخانه که هر کدام یک روز حقوق را اهدا کردند. به دلیل این تلاش کمیسیون، گفته می‌شود که کتابخانه ملی فیلیپین تنها کتابخانه ملی در جهان است که بیشتر از طریق کمک‌های خصوصی ساخته شده است و تنها کتابخانه ای است که برای احترام به قهرمان ملی خود در زمان ساخت آن ساخته شده است.

## مجموعه‌ها

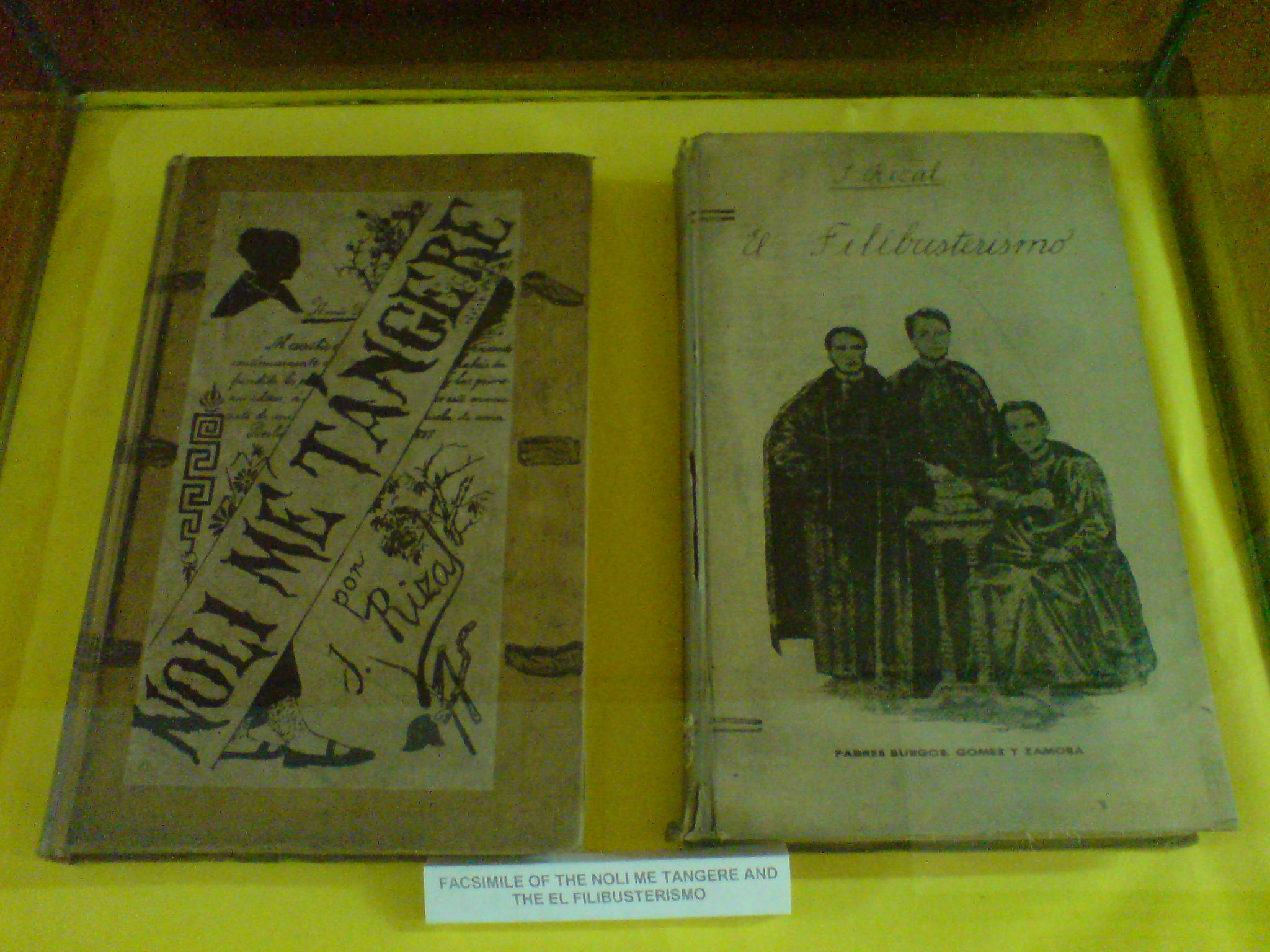
نسخه‌های فکسی و El filibusterismo در اتاق مطالعه بخش فیلیپینیا نمایش داده می‌شود. نسخه‌های اصلی در یک طاق مخصوص دو ترکیبی در بخش اسناد کمیاب اتاق نگهداری می‌شود.

مجموعه‌های کتابخانه ملی فیلیپین شامل بیش از ۲۱۰۰۰۰ کتاب است. بیش از ۸۸۰۰۰۰ نسخه خطی، همه بخشی از بخش فیلیپینیا. بیش از ۱۷۰۰۰۰ شماره روزنامه از مترو مانیل و سراسر فیلیپین. حدود ۶۶۰۰۰ پایان‌نامه و پایان‌نامه. ۱۰۴۰۰۰ نشریه دولتی؛ ۳۸۰۰ نقشه و ۵۳۰۰۰ عکس. مجموعه‌های این کتابخانه شامل تعداد زیادی از مواد ذخیره شده در اشکال مختلف رسانه‌های غیر چاپی و همچنین تقریباً ۱۸۰۰۰ قطعه برای استفاده از کتابخانه بخش نابینایان است.